# LaPrade Valley
LaPrade Valley è una valle antartica caratterizzata da ripide pareti rocciose e fondovalle ricoperto di ghiaccio, lunga circa 6 km, che si estende verso nord fino al Ghiacciaio McGregor, subito a ovest della Rougier Hill, nelle Cumulus Hills, dei Monti della Regina Maud, in Antartide.
La denominazione è stata assegnata dalla Texas Tech Shackleton Glacier Expedition, la spedizione geologica nella zona del Ghiacciaio Shackleton condotta dalla Texas Tech University nel 1964–65, in onore di Kerby E. LaPrade, membro della spedizione che si era laureato in questa università.